# Bryopolia
Bryopolia là một chi bướm đêm thuộc họ Noctuidae.